# La guerra, la música y nosotros
All This and World War II (en español: La guerra, la música y nosotros) es un documental musical de 1976 dirigido por Susan Winslow. Yuxtapone canciones de los Beatles versionadas por una variedad de músicos con imágenes de noticieros de la Segunda Guerra Mundial y películas de 20th Century Fox, de una manera que los cineastas pretendían que fuera similar al documental de 1975 Brother, Can You Spare a Dime?. La película fue severamente atacada por la crítica y duró solo dos semanas en los cines antes de ser retirada.

## Elenco
La película incluía clips de los noticieros del ejército de la Alemania nazi, varias películas de 20th Century Fox y otros estudios, así como otras películas de propaganda con Jack Benny, Edgar Bergen & Charlie McCarthy, Milton Berle, Humphrey Bogart, Richard Burton, Neville Chamberlain, Dwight D. Eisenhower, Clark Gable, Adolf Hitler, Bob Hope, Joseph P. Kennedy, Laurel and Hardy, James Mason, Benito Mussolini, Franklin Delano Roosevelt, Iósif Stalin y James Stewart.

## Producción
La película fue investigada por Tony Palmer, quien previamente había lanzado All My Loving, una historia de la música de la década de 1960 (1968), y el documental de 17 partes sobre la historia del rock All You Need Is Love: The Story of Popular Music. Rehízo la película en 2016 como The Beatles and World War II.
El director musical fue Lou Reizner, quien también produjo el álbum de la banda sonora.
Aunque se rumoreaba que Terry Gilliam rechazó la oferta de contribuir con la animación del documental, Russ Regan, quien concibió la película, ha declarado que nunca se le preguntó a Gilliam.

## Recepción
Los críticos atacaron la película con entusiasmo, el público se mantuvo alejado y Fox rápidamente retiró la película del estreno. El crítico del Daily News de Nueva York escribió que la calificación PG de la película tenía que haber significado "Positively Ghastly". Apareció fuera de competencia en Cannes en 1977, ocasionalmente se ha exhibido en festivales de cine e incluso en la televisión por cable estadounidense.
BBC2 le ganó a la película un pequeño culto en el Reino Unido cuando se proyectó como parte de su noche temática de quince horas "Rock Around The Clock", que se desarrolló desde la tarde del 27 de agosto de 1983 hasta la madrugada del día siguiente.
El 1 de junio de 2007, la película se presentó en un solo espectáculo de medianoche en el Teatro Nuart de Landmark en Los Ángeles.

## Distribución
La película nunca se ha lanzado oficialmente en video casero o DVD, pero hay copias piratas disponibles en varios recursos de coleccionista a coleccionista. Una transferencia de bastante alta calidad también está disponible como un lanzamiento de DVD no oficial. Gonzo Multimedia - TPDVD191 lanzó una versión de esta película como un DVD más dos CD en 2016, titulada The Beatles and World War II, pero esta es una edición revisada por el director original Tony Palmer, que usa imágenes diferentes y una banda sonora diferente.

## Banda sonora
La intención original de los cineastas era usar música real de los Beatles en la película. Los productores de la película tomaron la decisión de utilizar otros artistas que cubran la música de los Beatles después de darse cuenta de que se podía ganar dinero adicional a través de un álbum de banda sonora. La decisión fue acertada, ya que la banda sonora en realidad generó más ingresos que la película. El álbum fue lanzado el 25 de octubre de 1976 y la película fue lanzada el 11 de noviembre de 1976.
El álbum alcanzó el puesto 23 en el UK Albums Chart, con un total de siete semanas en esa lista, y el puesto 48 en el Billboard Top 200. También llegó al número 17 en las listas de álbumes holandeses y al número 37 en las listas de álbumes de Nueva Zelanda. La banda sonora se destaca por presentar el debut discográfico en solitario de Peter Gabriel, antes de Genesis, cantando "Strawberry Fields Forever".
El LP también fue lanzado en 1979 con el título The Songs of John Lennon & Paul McCartney Performed by the World's Greatest Rock Artists, y dos de las pistas ("Let It Be" interpretada por Leo Sayer y "Because "interpretado por Lynsey de Paul) fueron lanzados en la versión de portada del álbum en CD de los Beatles With A Little Help que se publicó en Europa en 1991.
El álbum finalmente se lanzó en CD en 2006 en el sello Hip-O Select y nuevamente en 2015 como un lanzamiento de edición limitada en el sello Culture Factory, completo con la carátula desplegable original.

### Lista de canciones
Todas las canciones son interpretadas por Lennon–McCartney.

| N.º | Título | Artist                        | Duración |  |
| 1.  | «Magical Mystery Tour» | Ambrosia                      | 3:52     |  |
| 2.  | «Lucy in the Sky with Diamonds» (Incluye a John Lennon (bajo el seudónimo "Dr. Winston O'Boogie") en guitarra principal y coros) | Elton John                    | 6:15     |  |
| 3.  | «Golden Slumbers"/"Carry That Weight»                                                                                            | The Bee Gees                  | 3:17     |  |
| 4.  | «I Am the Walrus» | Leo Sayer                     | 3:49     |  |
| 5.  | «She's Leaving Home» | Bryan Ferry                   | 3:07     |  |
| 6.  | «Lovely Rita» | Roy Wood                      | 1:13     |  |
| 7.  | «When I'm Sixty-Four» | Keith Moon                    | 2:36     |  |
| 8.  | «Get Back» | Rod Stewart                   | 4:24     |  |
| 9.  | «Let It Be» | Leo Sayer                     | 3:43     |  |
| 10. | «Yesterday» | David Essex                   | 2:44     |  |
| 11. | «With a Little Help from My Friends"/"Nowhere Man»                                                                               | Jeff Lynne                    | 6:56     |  |
| 12. | «Because» | Lynsey de Paul                | 3:24     |  |
| 13. | «She Came In Through the Bathroom Window»                                                                                        | The Bee Gees                  | 1:54     |  |
| 14. | «Michelle» | Richard Cocciante             | 4:00     |  |
| 15. | «We Can Work It Out» | The Four Seasons              | 2:39     |  |
| 16. | «The Fool on the Hill» | Helen Reddy                   | 3:37     |  |
| 17. | «Maxwell's Silver Hammer» | Frankie Laine                 | 3:27     |  |
| 18. | «Hey Jude» | The Brothers Johnson          | 4:58     |  |
| 19. | «Polythene Pam» | Roy Wood                      | 1:30     |  |
| 20. | «Sun King» | The Bee Gees                  | 2:03     |  |
| 21. | «Getting Better» | Status Quo                    | 2:19     |  |
| 22. | «The Long and Winding Road» | Leo Sayer                     | 4:47     |  |
| 23. | «Help!» | Henry Gross                   | 3:07     |  |
| 24. | «Strawberry Fields Forever» | Peter Gabriel                 | 2:30     |  |
| 25. | «A Day in the Life» | Frankie Valli                 | 4:04     |  |
| 26. | «Come Together» | Tina Turner                   | 4:08     |  |
| 27. | «You Never Give Me Your Money»                                                                                                   | Wil Malone & Lou Reizner      | 3:04     |  |
| 28. | «The End» | Orquesta Sinfónica de Londres | 2:26     |  |